# Carl Melchior

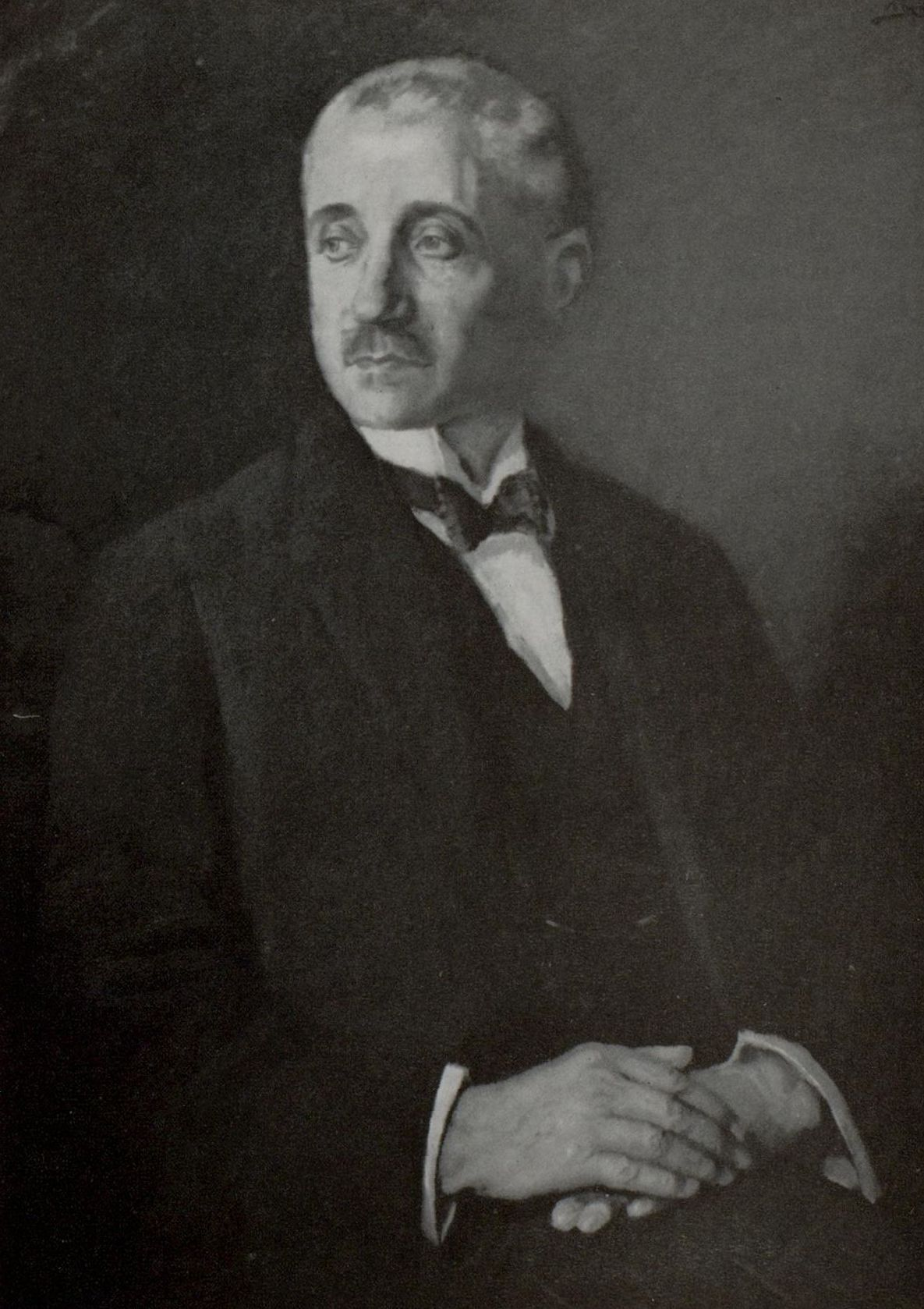
Carl Melchior, porträtiert von Walter Geffcken

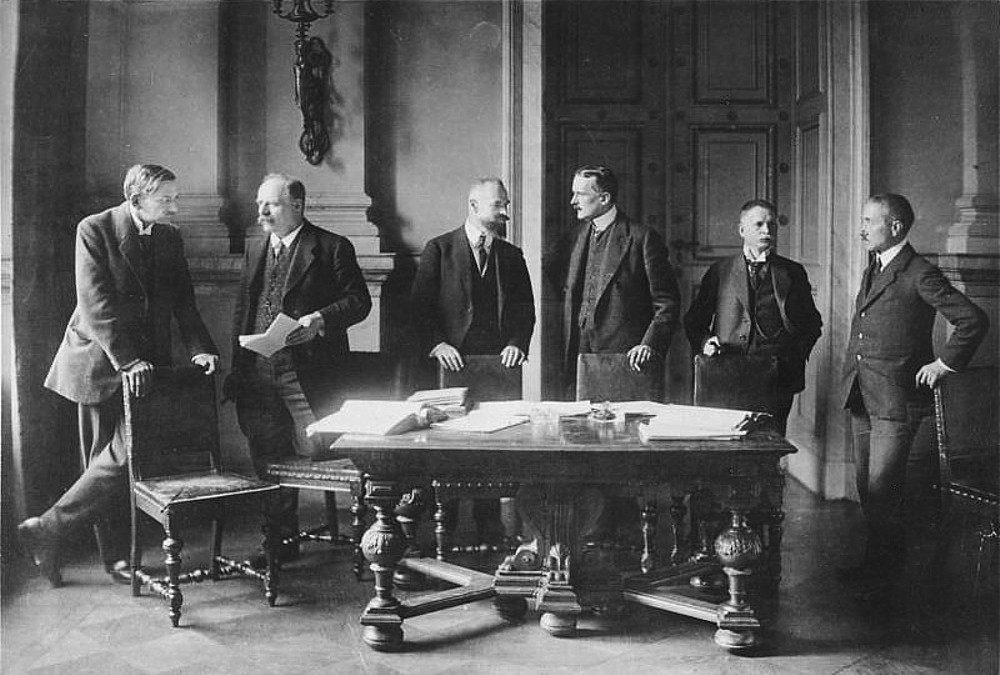
Carl Melchior in der deutschen Verhandlungsdelegation des Versailler Vertrags, erster von rechts

Carl Melchior (* 13. Oktober 1871 in Hamburg; † 30. Dezember 1933 ebenda) war ein deutscher Jurist, Bankier und Politiker. Er war Leiter der deutschen Finanzdelegation bei den Friedensverhandlungen zum  Friedensvertrag von Versailles.

## Leben und Werk

### Herkunft und Familie
Carl Melchior entstammte einer angesehenen und wohlhabenden jüdischen Familie Hamburgs. Sein Vater Moritz Melchior (1839–1905) war Kaufmann und 1883 bis 1889 Mitglied der Hamburger Bürgerschaft, anschließend für weitere fünf Jahre Mitglied der Hamburgischen Steuerdeputation. Sein Großvater Sally Gerson (1814–65) war Geschäftsführer und Partner der Privatbank J. Goldschmidt Sohn, in die Moritz Melchior 1865 eintrat. Später war Moritz Melchior Finanzvorstand der Hamburger Sparkasse. Die Mutter von Carl Melchior war Emilie Melchior, geb. Reé (1847–1873), Tochter des Getreidehändlers Martin Rée. Sein Bruder war der Rechtswissenschaftler und Rechtsanwalt Sally George Melchior (1870–1948), mit dessen Stieftochter, seiner (Stief-)Nichte Lilly Melchior Roberts, Carl Melchior eng verbunden war.
Carl Melchior besuchte das Johanneum. Zur Zeit seiner Einschulung lebte die Familie im Schulweg 7 in Hamburg-Eimsbüttel. Das Elternhaus existiert heute nicht mehr, dort befindet sich ein nach 1945 errichtetes Mehrfamilienhaus. 1889 legte Melchior die Reifeprüfung am Johanneum ab.
1933 heiratete Carl Melchior seine langjährige Geliebte Marie de Molènes (1899–1985). Aus der Verbindung ging ein Kind hervor, Charles Melchior de Molènes (1934–2011), später französischer Diplomat. Die Familie besaß ein Stadthaus in der Heimhuder Straße 55 in Hamburg-Rotherbaum, das von 1939 bis 1941 als jüdischer Besitz unter Pflegschaft stand. Melchiors Witwe lebte nach dessen Tod in Paris. 1951 verkaufte sie das Stadthaus der Familie in der Heimhuder Straße an das Institut français, das dort bis heute seine Hamburger Niederlassung betreibt. Daneben besteht dort das französische Generalkonsulat in Hamburg.

### Ausbildung und Beruf
Ab dem Sommersemester 1890 studierte Melchior Jura an der Universität Bonn, von 1891 bis 1893 dann an der Friedrich-Wilhelms-Universität in Berlin 1893 wurde Melchior an der Universität Jena promoviert, und bestand anschließend in Berlin das 1. juristische Staatsexamen. Danach leistete er Militärdienst und absolvierte 1897 in Hamburg das 2. juristische Staatsexamen. 1899 wurde Melchior in Hamburg zum Amtsrichter ernannt.
1902 verließ Melchior den Justizdienst und trat als Syndicus in das Bankhaus M.M.Warburg & CO ein, dort wurde er 1911 zum Generalbevollmächtigten ernannt. Nach Ausbruch des Ersten Weltkrieges war er einer der Initiatoren der Zentral-Einkaufsgesellschaft. Melchior meldete sich freiwillig und nahm am Krieg teil. Er wurde schwer verwundet und wurde nach seiner Genesung 1917 der erste familienfremde Teilhaber von M.M. Warburg & Co. Er übernahm die Anteile von Felix M. Warburg, der, da er 1907 amerikanischer Staatsbürger geworden war, mit dem Kriegseintritt der USA seine Anteile an einer deutschen Firma abgeben musste. Melchior bestimmte zusammen mit Max Warburg in den folgenden Jahren den erfolgreichen Kurs der Bank. Er hatte weitere einflussreiche Ämter, beispielsweise wurde er 1922 Vorsitzender des Aufsichtsrats der Beiersdorf AG.

### Politik
Melchior stand der Deutschen Demokratischen Partei nahe, an deren Gründung er mitwirkte, ohne später ein Amt zu bekleiden. Er war Leiter der deutschen Finanzpolitischen Delegation für den Friedensvertrag von Versailles. Er konnte bei diesen Verhandlungen seine Positionen nicht durchsetzen und verließ die Verhandlungen vorzeitig, aus Protest gegen die, in seinen Augen, unmöglichen Bedingungen.
Melchior war einer der wichtigsten deutschen Finanzpolitiker, der es mehrmals ablehnte, Reichsfinanzminister zu werden. Sein Rat war gefragt, so fand beispielsweise während der Ruhrbesetzung ab dem 8. Juni 1923 eine dreitägige Geheimkonferenz in Berlin statt, an der Melchior, Reichskanzler Wilhelm Cuno, Außenminister Frederic von Rosenberg und für die britische Regierung John Maynard Keynes teilnahmen.
1923 gründete Melchior zusammen mit Max Warburg das Institut für Auswärtige Politik an der Universität Hamburg, das noch heute besteht. Als das Deutsche Reich 1926 in den Völkerbund eintrat, wurde Melchior zum deutschen Repräsentanten, 1930 schließlich zum Vorsitzenden in dessen Finanzkomitee. Ende 1930 schied er aus dem Finanzkomitee aus und konzentrierte sich auf sein neues, 1930 angetretenes Amt als stellvertretender Direktor der neugegründeten Bank für Internationalen Zahlungsausgleich in Basel (Schweiz), das er bis zum April 1933 innehatte.

## Tod
Melchior litt unter Herzproblemen, ein Sanatoriumsaufenthalt auf der Bühlerhöhe im Sommer 1933 brachte nur vorübergehende Besserung. Am Jahresende 1933 starb er im Alter von 62 Jahren an einem Schlaganfall, geschwächt durch eine winterliche Erkältung. Das Grab von Melchior befindet sich auf dem Jüdischen Friedhof Ohlsdorf, Feld L1.

## Ehrungen und Nachwirkung

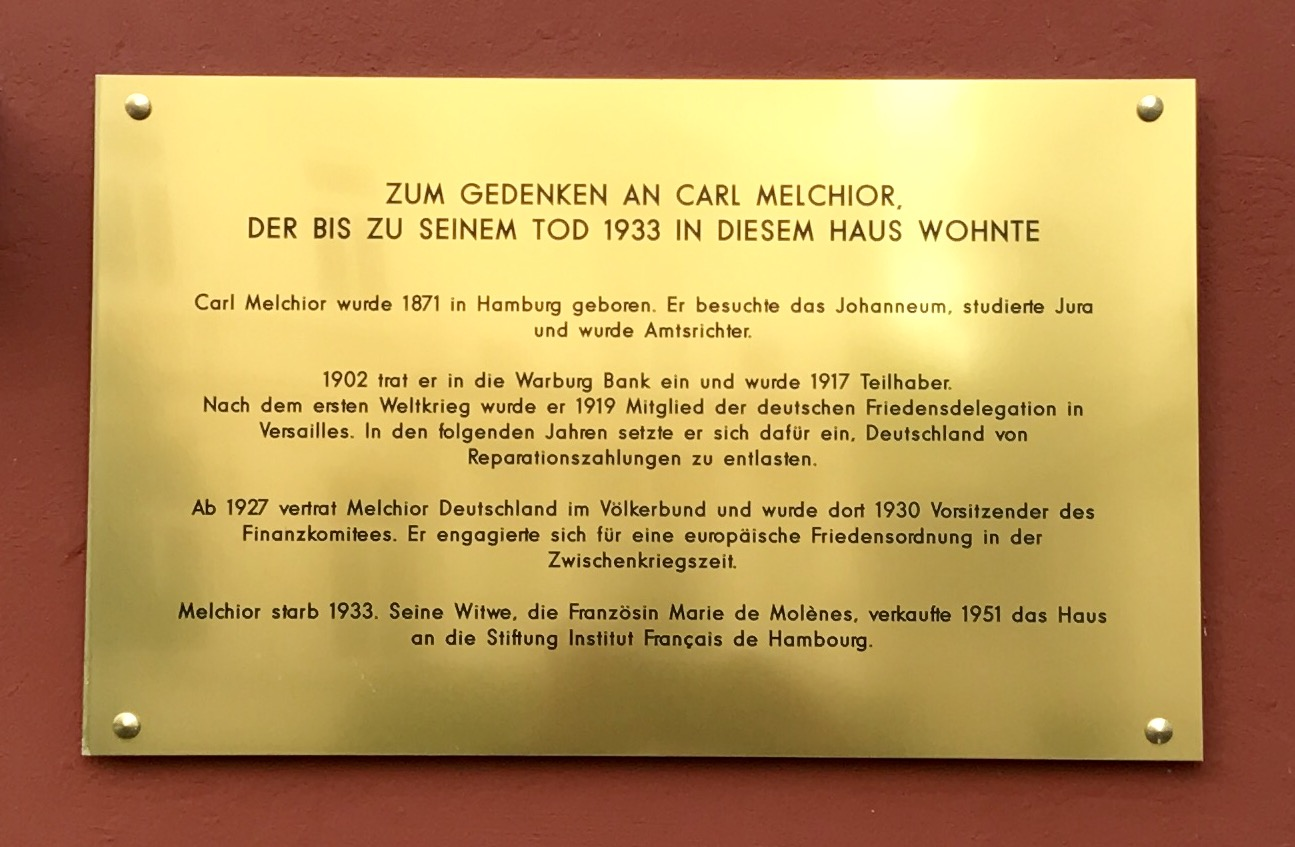
Gedenktafel am letzten Haus von Melchior und seiner Frau de Molénes in Hamburg

John Maynard Keynes setzte seinem ehemaligen Verhandlungs„gegner“ Melchior in seiner Erzählung Freund und Feind ein Denkmal. Erstmals trug Keynes seine Erinnerungen im Rahmen der Bloomsbury Group im Frühjahr 1920 vor. Der Text wurde 1949 veröffentlicht, nach dem Tod von Keynes. 1995 behauptete Niall Ferguson in seinem Buch Paper and Iron. Hamburg Business and German Politics in the Era of Inflation, 1897–1927, dass Keynes’ Abrechnung mit dem Versailler Vertrag (1919) neben seiner Germanophilie auch von der homosexuell gefärbten Zuneigung zu Melchior geprägt sei.
- 1930 wurde Melchior mit der Bürgermeister-Stolten-Medaille, der höchsten Ehrung Hamburgs nach der Ehrenbürgerwürde, ausgezeichnet.
- 1932 erhielt er die Walther-Rathenau-Medaille[15][16]
- 18. Januar–30. Juni 2019: Ausstellung Carl Melchior. Jüdischer Vorkämpfer eines europäischen Friedens. Jüdisches Museum Berlin.[17]
- Im Gedenken an Carl Melchior wurde 1984 an der Hebräischen Universität Jerusalem der Carl Melchior Lehrstuhl für Internationale Politik eingerichtet. Ebenjene Universität gründete 1999 das Melchior Minerva Center for Economic Growth, das Wirtschaftswachstum und die Forschungskooperation zwischen Israel und Deutschland befördern soll.[18]
- Die Benennung einer Straße oder eines Platzes in Hamburg nach Carl Melchior wird diskutiert.[19]